# Anarchisme au Portugal
L'anarchisme au Portugal apparait, sous la forme de groupes organisés au milieu des années 1880.
Présent dès les premiers pas du mouvement ouvrier, le syndicalisme révolutionnaire et l'anarcho-syndicalisme influencent durablement la Confédération générale du travail fondée en 1919.
En 1926, le coup d'État militaire, et plus encore en 1933, la dictature d'António de Oliveira Salazar rendent illégale toute activité anarchiste, ce qui contraint le mouvement libertaire, durement réprimé, à l'action clandestine.
En 1974, après la chute de la dictature et la révolution des Œillets, les anarchistes ont pratiquement disparus. Ce qui n'empêche pas la presse, pendant « l’été chaud » de 1975, de parler beaucoup « d’anarcho-populisme », reliquat de l’esprit du Mai 68 français.

## Éléments historiques

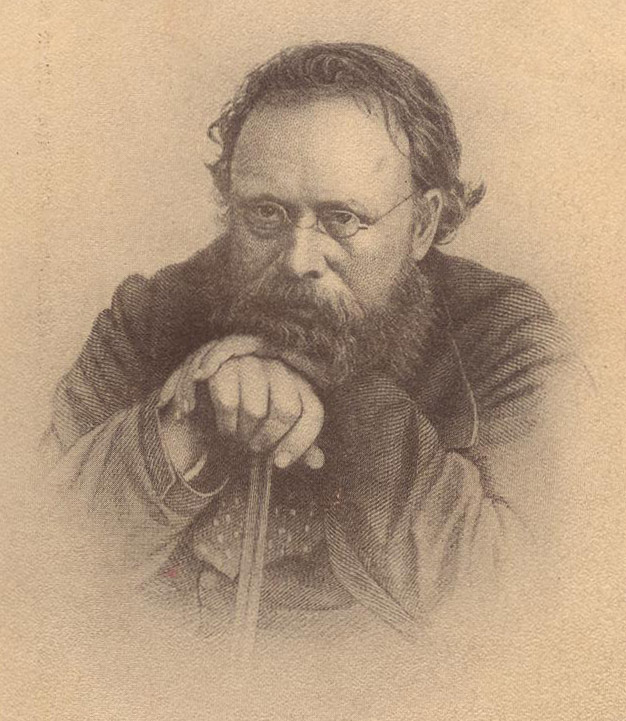
Pierre-Joseph Proudhon.

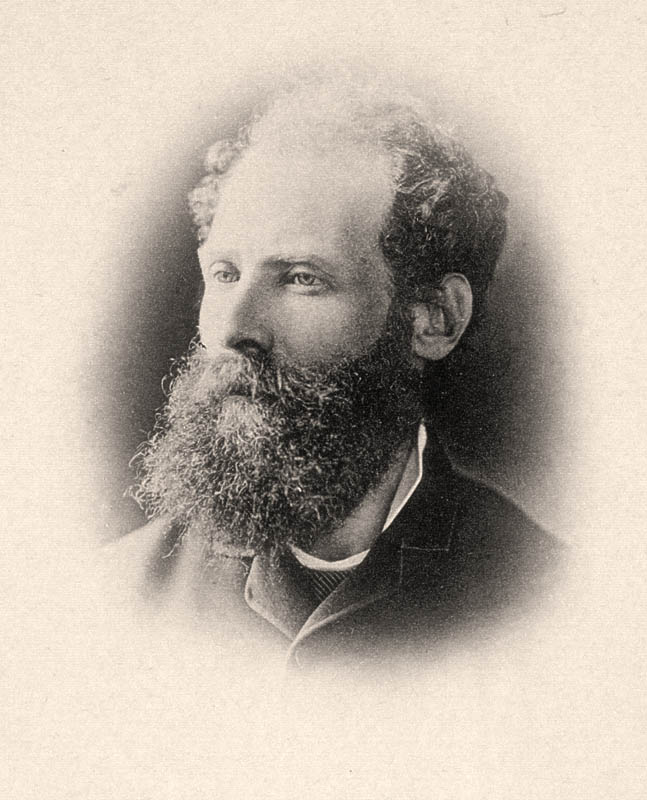
Antero de Quental.

Dès les années 1850, la pensée et les écrits de Pierre-Joseph Proudhon (mutualisme, autonomie individuelle, banque du peuple, coopératives) influencent considérablement les premières associations ouvrières et des écrivains tels que Antero de Quental et Eça de Queirós.
La section portugaise de l'Association internationale des travailleurs (1864-1876) est créée au Portugal en 1871.
En 1886 à Lisbonne, Antero de Quental forme, avec Eça de Queiros, Guerra Junqueiro et Ramalho Ortigão, le Cenáculo, un groupe d’intellectuels anarchistes en révolte contre les conventions politiques, sociales et intellectuelles de leur temps. Il sera plus tard l’un des fondateurs du Parti Socialiste portugais.
Eduardo Maia (pt) médecin et écrivain, d'abord socialiste s'oriente vers l'anarchisme à la suite de la lecture des œuvres de Pierre Kropotkine. Membre de la section portugaise de l'Association internationale des travailleurs, il est considéré comme l'un des premiers anarchistes portugais.

### Émergence du mouvement libertaire
Les premiers groupes anarchistes apparaissent au milieu des années 1880. S'ouvre alors une période d'intense activité éditoriale : plusieurs dizaines de périodiques anarchistes sont édités dans tout le pays.
Sous l'influence de Élisée Reclus et de Pierre Kropotkine, le communisme libertaire apparait à Lisbonne et Porto vers les années 1886-1887, avec la parution de quelques périodiques libertaires et la constitution des premiers groupes de propagandistes.
Parallèlement au syndicalisme se développe la propagande par le fait soutenue notamment par le
journaliste José do Vale, éditeur des journaux O Petardo et La Dinamite. Le « geste exemplaire » est pratiquement quotidien et apparait, en quelque sorte, comme un complément à « l'action légale », lorsque celle-ci a épuisé ses possibilités. Une vague d'attentats individuels vise des journalistes (Manuel Pinheiro Chagas en février 1888 pour avoir manqué de respect à Louise Michel), des patrons, des représentants de l'État ou de la magistrature tel le juge Barros en 1896.
Face au spectre de la « terreur révolutionnaire », l'État adopte en 1896 - à l'instar des Lois scélérates françaises - une loi spéciale contre les menées anarchistes. Cette loi reproduit au Portugal les politiques répressives d'autres pays qui visent les anarchistes et le mouvement ouvrier, aboutit à la conférence anti-anarchiste à Rome en 1898.
Ce nouvel instrument juridique permet désormais l'arrestation de quiconque « soutient, défend ou incite, oralement ou par écrit, une action subversive [...] ou professe des doctrines anarchistes ». La presse se voit formellement interdire de faire écho aux activités, aux enquêtes de police et aux procédures concernant des anarchiste.
Grâce à ces méthodes expéditives, les tribunaux expulsent pour la Guinée-Bissau, le Mozambique et surtout pour Timor, des « centaines de travailleurs dangereux ou suspects ».

### LaConfederação Geral do Trabalho

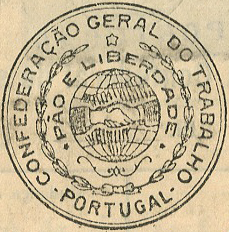
Le logo de la CGT.

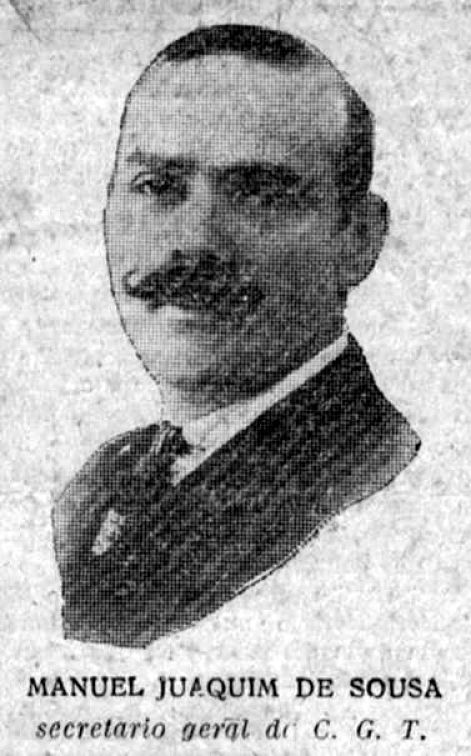
Manuel Joaquim de Sousa, premier secrétaire général de la CGT

L'État portugais légalise les syndicats en 1891.
Sous l’influence du syndicalisme révolutionnaire, les structures ouvrières se développent très rapidement à partir de 1909.
La Confédération générale du travail (Portugal) est fondée le 18 septembre 1919 à Coimbra, sur des bases nettement libertaires. Manuel Joaquim de Sousa en est élu secrétaire général.
Les principes fondamentaux et les objectifs de la CGT, adoptés lors de ce congrès sont : la libre fédération autonome des travailleurs ; l'action directe - en dehors de toute influence politique ou religieuse - en vue d'éliminer le salariat ; la collectivisation des moyens de production ; l'internationalisme de la solidarité ouvrière et l'élimination du capitalisme.
La confédération décide de la création d'un journal A Batalha (pt) (La bataille) qui défend des positions clairement syndicalistes révolutionnaires.
Ce n'est qu'en 1922, après avoir rejoint l'Association internationale des travailleurs (anarcho-syndicaliste) que la CGT s'affirme comme anarcho-syndicaliste.
Jusqu'en qu'à la fin des années 1930, l'anarcho-syndicalisme est majoritaire dans le mouvement ouvrier. Ce n’est qu'à la suite de la prise du pouvoir des bolcheviks en Russie, et de la soumission des organisations ouvrières au Parti communiste local, que cette influence est marginalisée.

### LaFédération Anarchiste Ibérique
Quelques jours avant le coup d'état du 28 mai 1926, à l'initiative notamment de Manuel Joaquim de Sousa, la Fédération Anarchiste Ibérique (FAI) est fondée - en France (Marseille, mai 1926) - lors du deuxième Congrès de la Fédération des groupes anarchistes de langue espagnole. Influencé par l'exemple de la Fédération ouvrière régionale argentine, l'objectif est de renforcer le caractère anarchiste de la Confédération nationale du travail et de la Confédération générale du travail portugaise en créant des comités mixtes associant des membres de la FAI et des syndicalistes afin d'éloigner le syndicat de l'influence des groupes politiques républicains. Le terme ibérique se réfère à sa volonté d'unifier le mouvement anarchiste portugais et espagnol dans une organisation pan-ibérique. Vu l'instabilité politique en Espagne, son siège est fixé à Lisbonne.

### La dictature militaire, l’Estado Novoet la répression

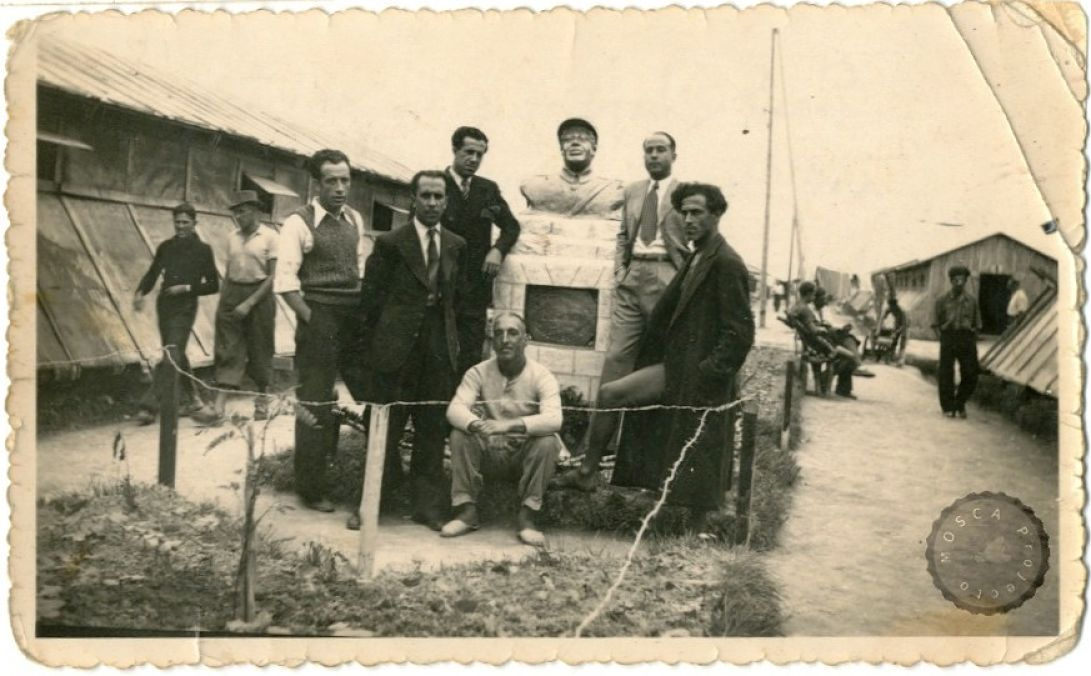
Militants de la CGT prisonniers dans la Forteresse de Peniche en 1934.

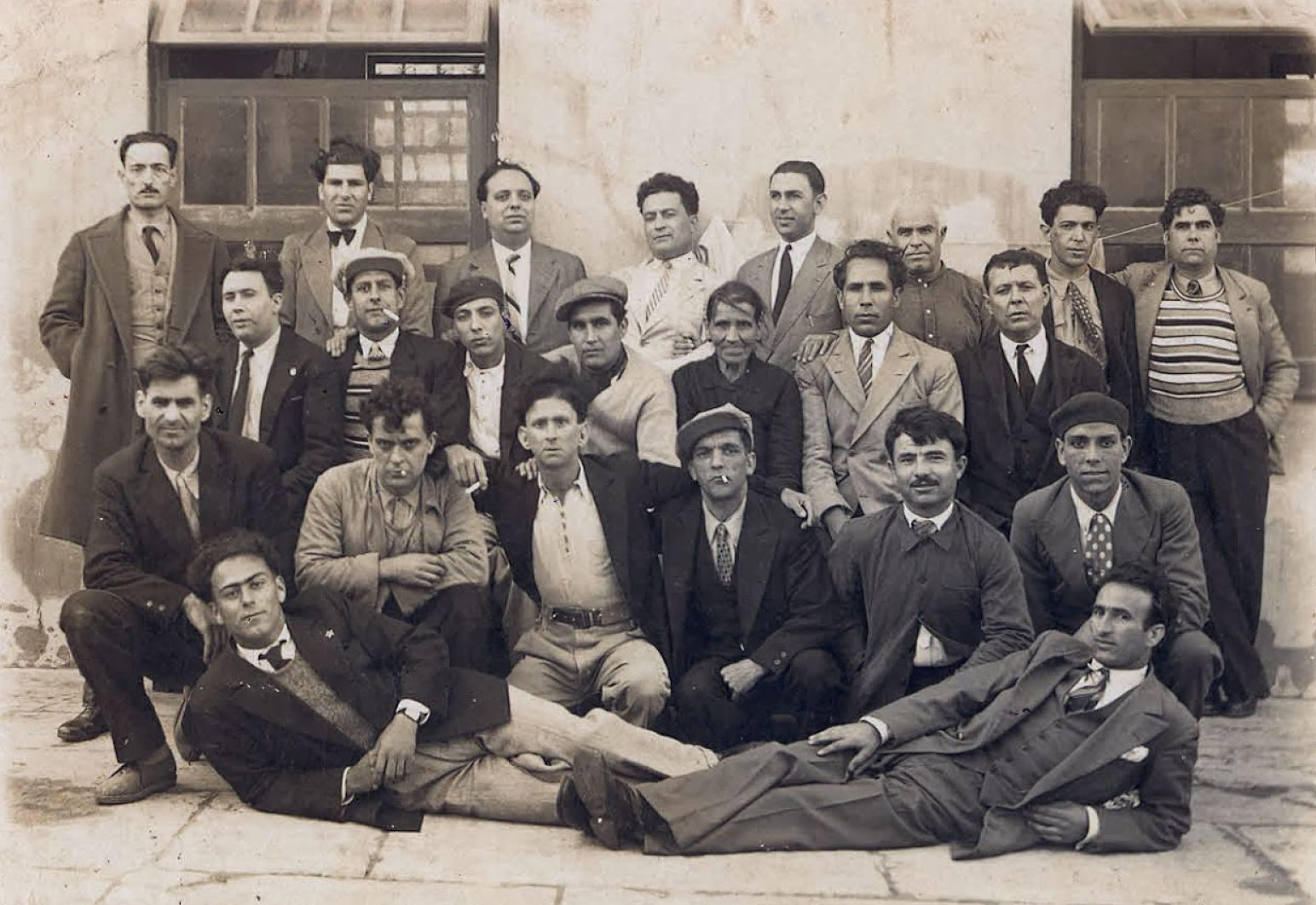
Prisonniers politiques de la CGT à Peniche en décembre 1934.

En 1926, un coup d'État militaire dirigé par le général Gomes da Costa met fin à la Première République.
En 1933, sous l'impulsion du futur dictateur António de Oliveira Salazar, une nouvelle constitution est proclamée, l’Estado Novo. Dans le nouveau régime, autoritaire et à parti unique, les grèves sont déclarées illégales. Les syndicats ouvriers et patronaux passent sous contrôle de l'État. C'est l'heure de la répression.
Dès le coup d'État du 28 mai 1926, la CGT et son journal A Batalha sont interdits. De nombreux militants anarcho-syndicalistes, sont arrêtés et incarcérés.
En 1936, est ouvert le camp de concentration de Tarrafal, situé au nord de l'île Santiago, la plus grande île du Cap-Vert.
Le 4 juillet 1937, un groupe d'anarchistes dont Emídio Santana (pt), tentent d'assassiner Salazar alors que celui-ci se rend à la messe. Le dictateur échappe de peu à l'attentat. Emídio Santana (pt), recherché par la Polícia internacional e de defesa do estado (PIDE) et s'enfuit au Royaume-Uni, où il est arrêté par la police anglaise et extrader vers le Portugal. Il est condamné à 8 ans de prison et 12 ans de déportation. Il ne sera libéré que le 23 mai 1953.
La répression qui suit cette tentative d'attentat est telle qu'il n'y a pratiquement plus de mouvement réel à partir de cette époque. C'est le parti communiste portugais qui va se développer et qui, avec le soutien de l'Union soviétique, devient la principale force d'opposition au régime dictatorial.

### Époque contemporaine

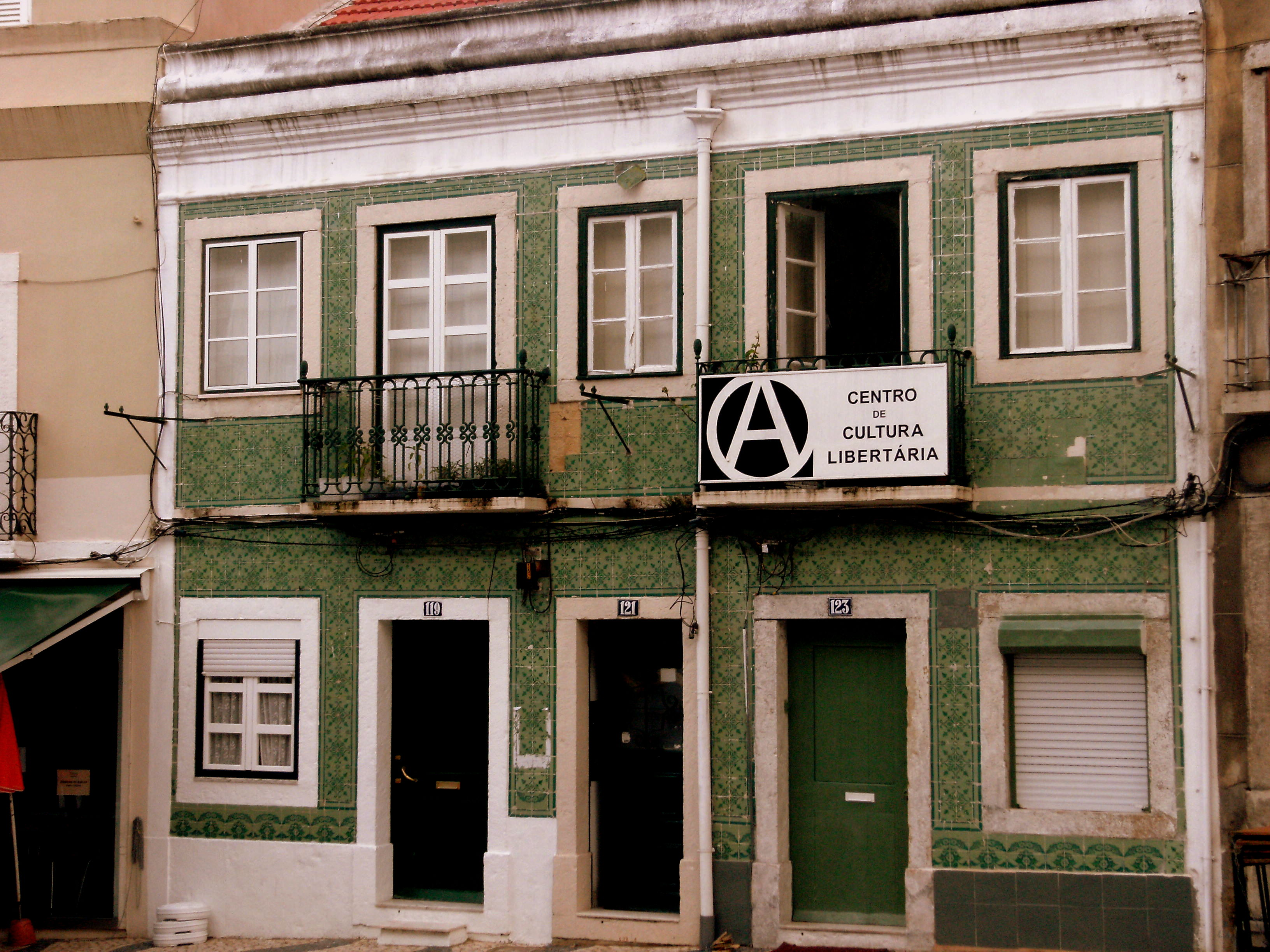
Centro de Cultura Libertária, espaço anarquista em Almada, 2012.

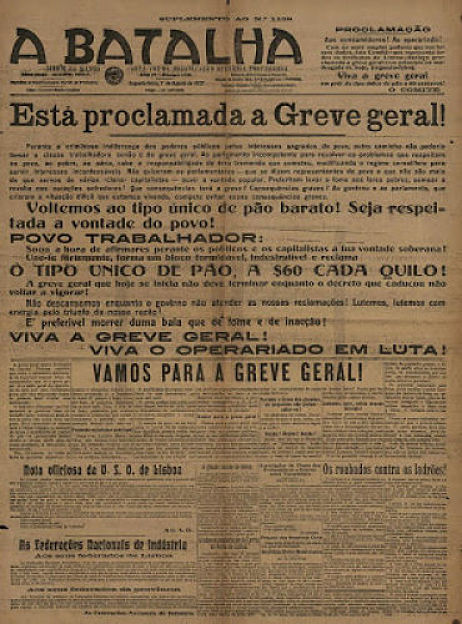
', 7 août 1922.

- Manifeste de la Fédération anarchiste communiste du Portugal, octobre 2007, [lire en ligne].

## Presse libertaire
- Fondé le 23 février 1919, A Batalha (pt), est un journal quotidien, porte-voix de la CGT. Dans les années 1920, c'est le troisième titre de presse en termes de diffusion. Pendant la Première République, il est régulièrement suspendu et son imprimerie de la Calçada do Combro, à Lisbonne, attaquée par la police. À la suite du coup d'État du 28 mai 1926, la CGT et le journal sont interdits. Le dernier numéro sort le 26 mai 1927, lorsque ses installations sont définitivement détruites par la police. Après le 25 avril 1974, un groupe de vieux militants anarcho-syndicalistes reprend la publication avec la mention A Batalha - Jornal Anarquista[14].
  - Contributeurs notables : Alexandre Vieira (pt), José Maria Ferreira de Castro, António Pinto Quartin (pt), Julião Quintinha (pt), Roberto Nobre (pt), Mário Castelhano.

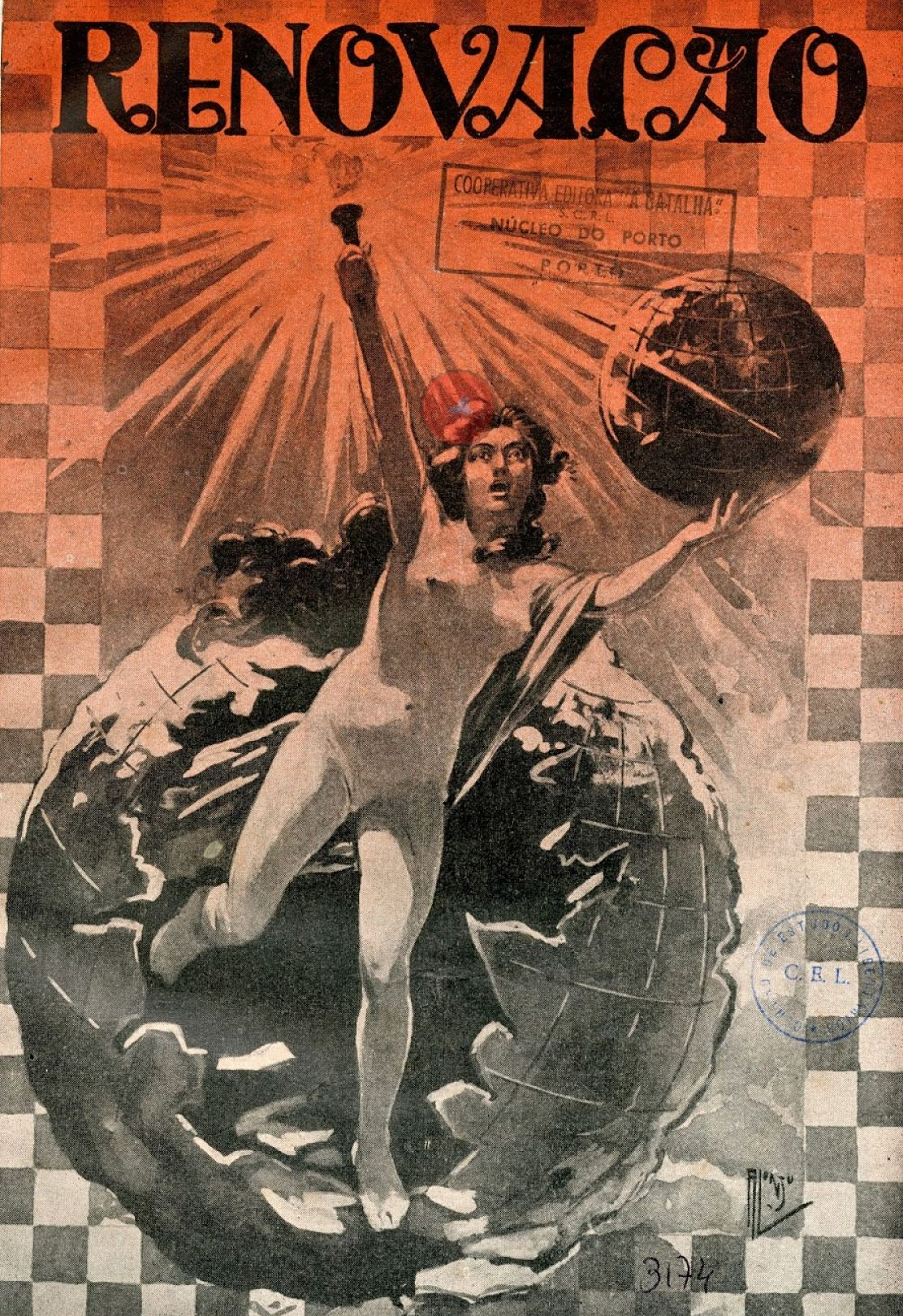
Renovação (1925-1926)

- Le magazine Renovação est publié à Lisbonne entre le 2 juillet 1925 et le 15 juin 1926. Sous-titré Bihebdomadaire Magazine d'Art, Littérature et Nouvelles, la publication appartient au quotidien A Batalha, très proche des idéaux anarchistes, défendant le syndicalisme révolutionnaire prôné à l'époque par la Confédération générale du travail (CGT). Beaucoup de ses collaborateurs étaient également des collaborateurs de Batalha[15].

- Aurora, Revue mensuelle de sociologie, science et art publie quatorze numéros entre septembre 1929 et octobre 1930, sous la dictature militaire[16]. Ce magazine d'idéologie anarchiste, publié dans la ville de Porto, sous la responsabilité des groupes A Comuna et Propaganda Libertária (groupe né en 1904 et existant jusqu'en 1925) est fermé par la Polícia internacional e de defesa do estado (PIDE) en octobre 1930[17].

- D’octobre 1973 à mai 1974, des militants liés à l'Organisation révolutionnaire anarchiste (France) publient un mensuel rédigé en portugais, « Portugal libertário », destiné aux immigrés portugaiss en France. La révolution des Œillets entraîne l’interruption du titre[18],[19].

- La revue A Ideia (1975-1991), publication trimestrielle sous-titrée « Organe anarchiste portugais » est éditée par le groupe Os Iguais (Les égaux)[20],[21],[22].

- Fondée en avril 1995, Revista Utopia est un magazine anarchiste de culture et d'intervention qui revendique l'héritage historique du mouvement libertaire tout en réinterprétant l'anarchisme à la lumière du temps présent. Publié régulièrement en version papier jusqu'en 2009, il reparait sous forme numérique en 2012[réf. nécessaire].

## Personnalités notables
- Eduardo Maia (pt)
- José Santos Arranha (pt), 1910.

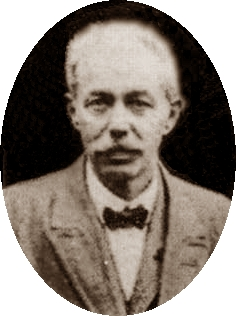
Manuel da Silva Mendes (pt).
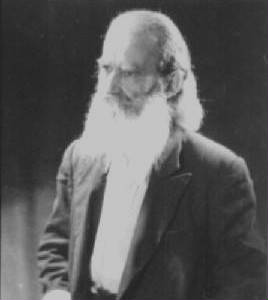
António Gonçalves Correia (pt).
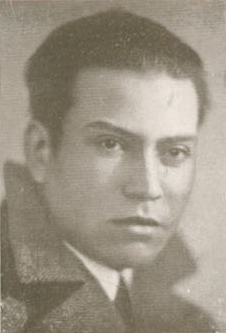
José Maria Ferreira de Castro, 1933.
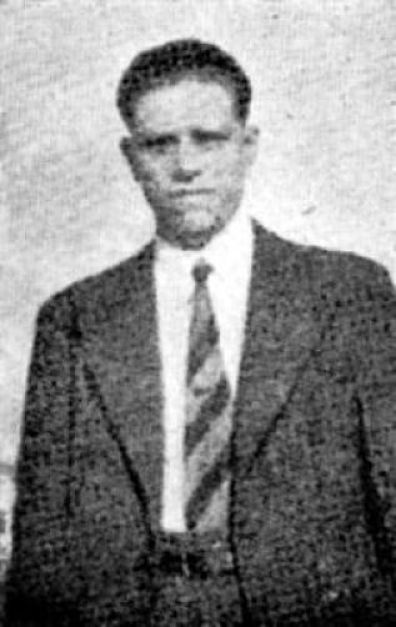
Mário Castelhano.
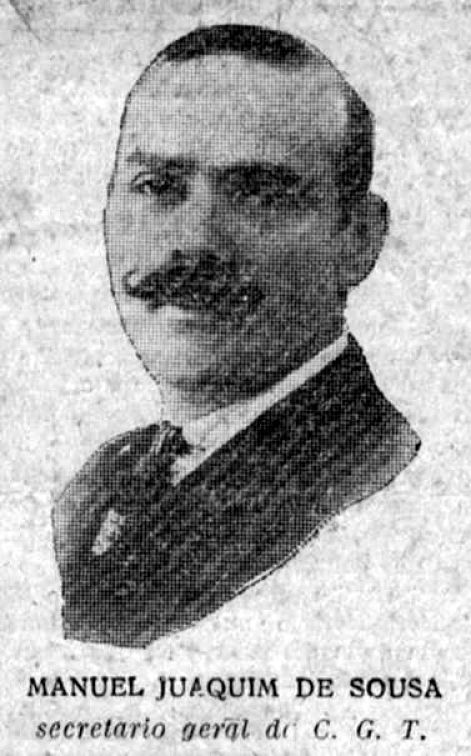
Manuel Joaquim de Sousa.
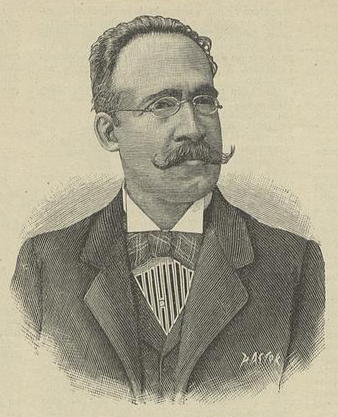
Heliodoro Salgado (pt)

## Dans l'art et la culture

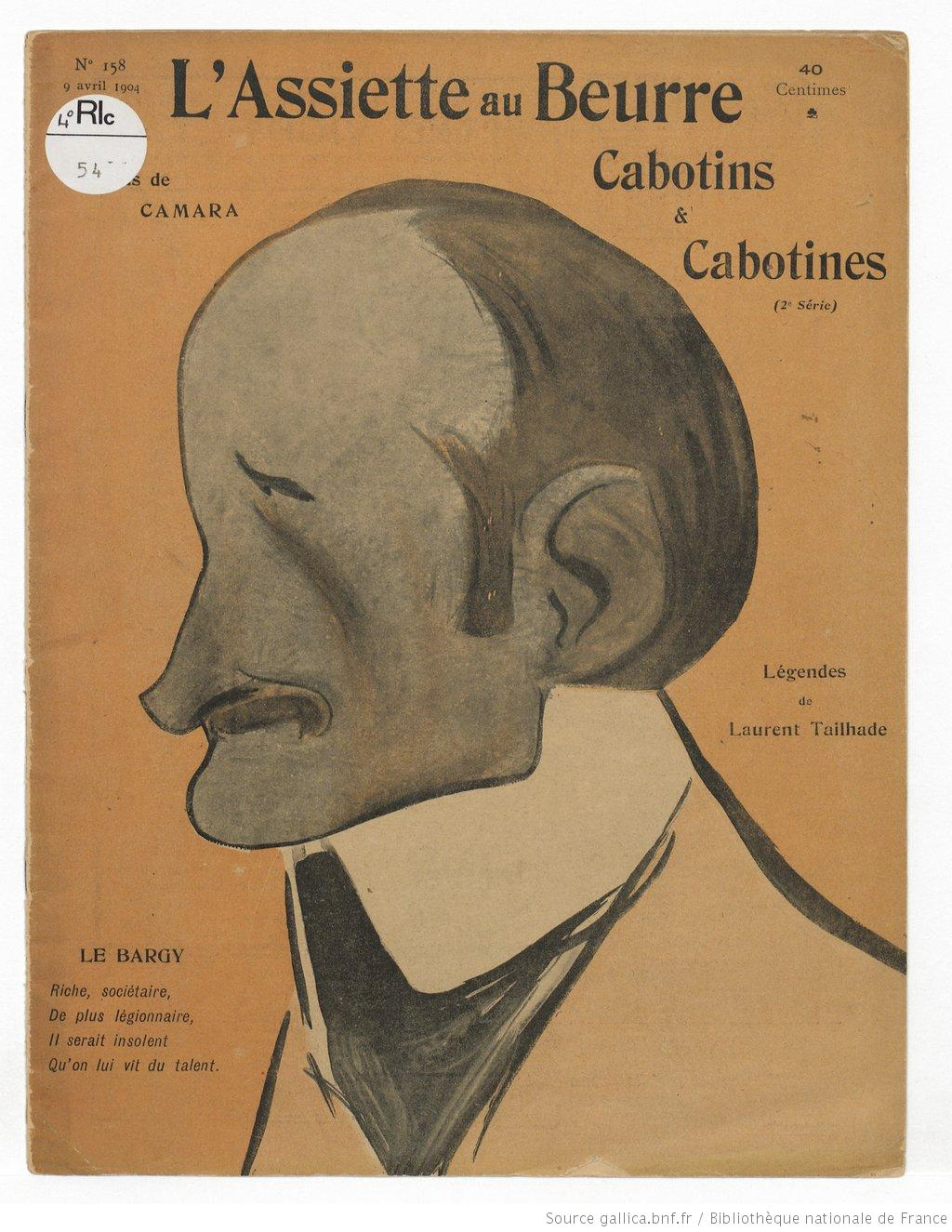
Couverture de L'Assiette au beurre d'avril 1904 (sources : Gallica).

- Tomás Júlio Leal da Câmara dit Camara (1876-1948) est un peintre et caricaturiste portugais qui fut célèbre dans le Paris de la Belle Époque.

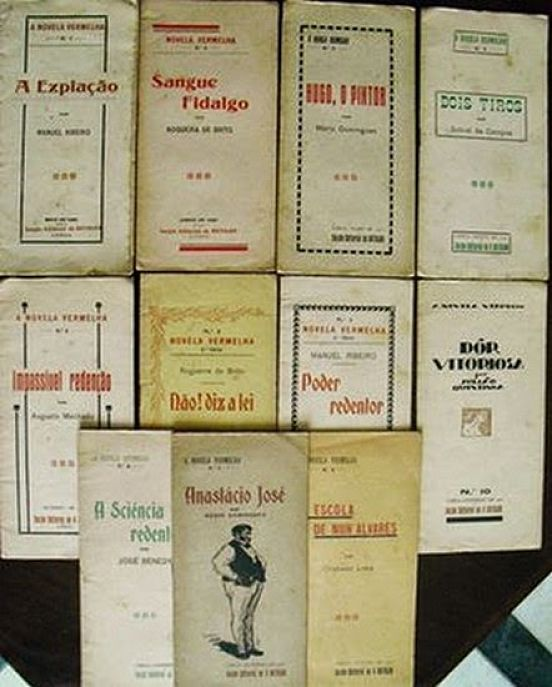
A novela vermelha (1921-1922).

- En parallèle à la publication du journal quotidien, la Secção Editorial d’A Batalha édite une collection de romans populaires sous l'intitulé A novela vermelha. Douze titres sont publiés à Lisbonne en 1921-1922. Chaque ouvrage est vendu au prix unique de 25 cents[23].